# اهینگن ام ریس
اهینگن ام ریس (به آلمانی: Ehingen am Ries) یک شهر در آلمان است که در دناو-ریس واقع شده‌است.